# Matthias Sammer
Matthias Sammer (Dresden, 5 september 1967) is een Duits voormalig sportbestuurder, voetbaltrainer en profvoetballer. Hij speelde van 1985 tot en met 1998 voor achtereenvolgens Dynamo Dresden, VfB Stuttgart, Internazionale en Borussia Dortmund. Sammer werd in die tijd twee keer Oost-Duits en drie keer Duits landskampioen en won in 1996/97 met Dortmund de UEFA Champions League. Hij speelde van 1990 tot en met 1997 ook in het Duits voetbalelftal, waarmee hij in 1996 Europees kampioen werd.
Sammer werd na zijn actieve carrière voetbaltrainer en sportief directeur bij verschillende clubs en de Duitse voetbalbond. Hij is een zoon van voormalig profvoetballer en trainer Klaus Sammer.

## Spelerscarrière

### Dynamo Dresden

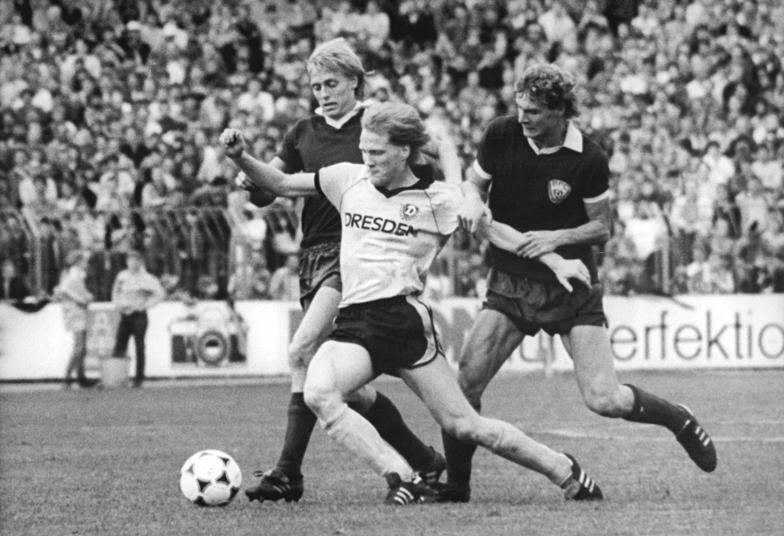
Sammer (midden) als speler van Dynamo Dresden in 1988, in duel met onder anderen Rainer Ernst (rechts).

Sammer groeide op in het Oost-Duitse Dresden, waar hij zich op negenjarige leeftijd aansloot bij voetbalclub Dynamo Dresden. In 1985 werd hij met de junioren van Dynamo Dresden kampioen en bekerwinnaar. Een seizoen later liet zijn vader Klaus Sammer, de toenmalige hoofdcoach van Dresden, hem debuteren in het eerste elftal. Sammer, op dat ogenblik nog een spits, scoorde in zijn eerste seizoen acht doelpunten, één minder dan clubtopscorer Ralf Minge. In het seizoen 1986/87 werd Sammer door de nieuwe trainer, Eduard Geyer, omgevormd tot een aanvallend ingestelde linkervleugelverdediger. Een jaar later schoof hij op het naar het middenveld en was hij opnieuw goed voor acht doelpunten.
In 1989 won Sammer zijn eerste trofee met Dresden. De club werd kampioen in de DDR-Oberliga en bereikte dat jaar ook de halve finale van de UEFA Cup, waarin het werd uitgeschakeld door het West-Duitse Stuttgart. Een jaar later veroverde Dresden de dubbel: titel en beker.

### Stuttgart
In 1990 ruilde Sammer het Oost-Duitse Dresden in voor het West-Duitse VfB Stuttgart, de club die 1989 nog te sterk was gebleken in de halve finale van de UEFA Cup. De transfer naar Stuttgart was niet alleen om politieke redenen opmerkelijk - Duitsland stond immers op het punt herenigd te worden - Sammer had eerder ook al een voorakkoord met Bayer 04 Leverkusen afgesloten.
Sammer, die in Stuttgart een ploegmaat werd van onder meer Guido Buchwald, Fritz Walter en Ludwig Kögl, werd in het team van trainer Christoph Daum meteen een titularis. In het seizoen 1991/92 werd de roodharige middenvelder voor het eerst kampioen in de Bundesliga.

### Internazionale

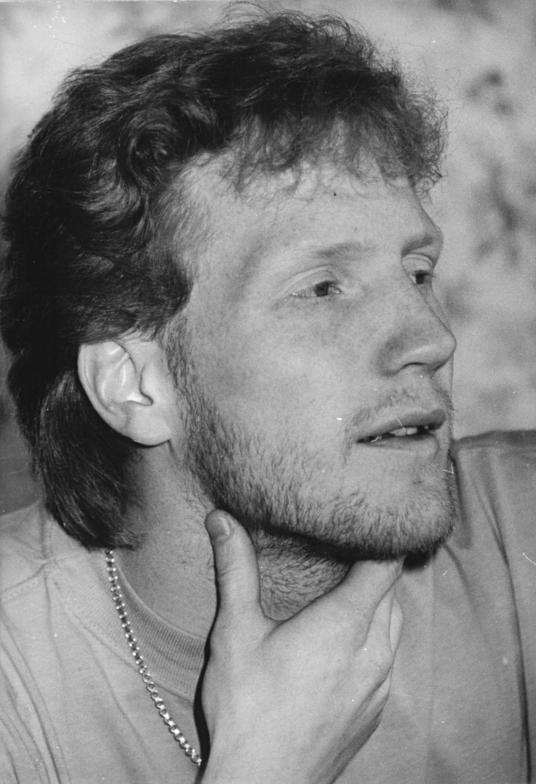
Sammer in 1990.

Na twee seizoenen Stuttgart verkaste Sammer naar het buitenland. Hij tekende in 1992 bij Internazionale, de Italiaanse club waar even voordien zijn landgenoten Lothar Matthäus, Jürgen Klinsmann en Andreas Brehme hadden gespeeld. Sammer scoorde tegen onder meer Juventus. De Duitser kon zich niet aan de Italiaanse levensstijl aanpassen en keerde na enkele maanden terug naar zijn vaderland.

### Borussia Dortmund
In januari 1993 tekende Sammer een contract bij Borussia Dortmund. In het seizoen 1993/94 zette coach Ottmar Hitzfeld hem voor het eerst in als libero. Sammer kreeg nu de opdracht om de aanvallers van de tegenstander uit te schakelen. Wat begon als een noodoplossing, werd uiteindelijk een tactisch succes. In 1994 trok Dortmund de Braziliaanse libero Júlio César aan. Omdat de Braziliaan weinig indruk maakte op die positie, werd hij naar de linkerflank verschoven en kreeg Sammer de rol van libero terug. Dortmund werd in zowel 1995 als 1996 landskampioen. Beide seizoenen werd Sammer ook verkozen tot Duits voetballer van het jaar. In 1996 mocht Sammer ook de Ballon d'Or in ontvangst nemen.
In het seizoen 1996/97 bereikte Dortmund als eerste Duitse club de finale van de UEFA Champions League. Het team van trainer Hitzfeld won met 3-1 van Juventus. Sammer speelde de volledige wedstrijd en mocht als aanvoerder de beker met de grote oren als eerste in ontvangst nemen.
Op 4 oktober 1997 speelde hij zijn laatste wedstrijd op het hoogste niveau. De 31-jarige Sammer raakte ernstig geblesseerd aan de knie en kwam in de loop van het seizoen 1997/98 niet meer in actie. Eind jaren 90 zette hij een punt achter zijn spelerscarrière.

## Clubstatistieken
| Seizoen | Club              | Competitie | Duels | Goals |
| ------- | ----------------- | ---------- | ----- | ----- |
| 1985/86 | Dynamo Dresden    | Oberliga   | 18    | 8     |
| 1986/87 | Dynamo Dresden    | Oberliga   | 20    | 7     |
| 1987/88 | Dynamo Dresden    | Oberliga   | 19    | 8     |
| 1988/89 | Dynamo Dresden    | Oberliga   | 25    | 6     |
| 1989/90 | Dynamo Dresden    | Oberliga   | 20    | 10    |
| 1990/91 | VfB Stuttgart     | Bundesliga | 30    | 11    |
| 1991/92 | VfB Stuttgart     | Bundesliga | 33    | 9     |
| 1992/93 | Internazionale    | Serie A    | 11    | 4     |
| 1992/93 | Borussia Dortmund | Bundesliga | 17    | 10    |
| 1993/94 | Borussia Dortmund | Bundesliga | 29    | 4     |
| 1994/95 | Borussia Dortmund | Bundesliga | 28    | 4     |
| 1995/96 | Borussia Dortmund | Bundesliga | 22    | 3     |
| 1996/97 | Borussia Dortmund | Bundesliga | 16    | 0     |
| 1997/98 | Borussia Dortmund | Bundesliga | 3     | 0     |
| TOTAAL  | TOTAAL            | TOTAAL     | 291   | 84    |

## Nationale ploeg
Vanaf zijn 16de jaar doorliep hij alle jeugdafdelingen van de nationale ploeg van de DDR. In 1986 werd hij met het nationaal elftal onder 18 jaar Europees kampioen. De DDR won in de finale met 3-1 van Italië. Sammer maakte net voor de rust het tweede Duitse doelpunt. Een jaar later werd het elftal onder 20 jaar derde op het WK in Chili.
Op 19 november 1986 maakte Sammer zijn officiële debuut in het voetbalelftal van de Duitse Democratische Republiek. In het Zentralstadion mocht hij onder leiding van bondscoach Bernd Stange meespelen in een EK-kwalficatiewedstrijd tegen Frankrijk (0-0). Hij viel na 77 minuten in voor aanvaller Ulf Kirsten.
De eerste jaren was Sammer vooral invaller bij de nationale ploeg. Pas vanaf 1988 werd hij een titularis. Sammer wist zich met de DDR nooit te plaatsen voor een EK of WK. Op 12 september 1990 speelde hij tegen België de laatste officiële interland van de DDR. Sammer was in het vriendschappelijk duel aanvoerder en scoorde twee keer.
Na de Duitse hereniging smolten ook de nationale ploegen van West- en Oost-Duitsland weer samen. Sammer was de eerste speler uit de voormalige DDR die door bondscoach Berti Vogts geselecteerd werd voor het Duits voetbalelftal. Op 19 december 1990 speelde hij tegen Zwitserland zijn eerste interland voor Duitsland.
Twee jaar later nam Sammer met die Nationalelf deel aan het EK 1992 in Zweden. Duitsland verloor op dat toernooi in de finale met 2-0 van Denemarken. Sammer werd aan de rust gewisseld voor Thomas Doll.
Op het WK 1994 in de Verenigde Staten overleefde Duitsland zonder de problemen de groepsfase. Nadien schakelde het België uit met 3-2. In de kwartfinale verloor Duitsland, zonder Sammer, verrassend van Bulgarije (2-1).
In 1996 bereikte Duitsland voor de tweede keer op rij de finale van het Europees kampioenschap. De Duitsers namen het ditmaal op tegen Tsjechië. Sammer speelde de volledige wedstrijd als libero en zag hoe zijn team met 2-1 won na een golden goal van Oliver Bierhoff. Sammer, die een uitstekend toernooi had gespeeld en met Dortmund ook Duits kampioen was geworden, werd in 1996 verkozen tot Europees voetballer van het jaar.
| Interlanddoelpunten                      | Interlanddoelpunten | Interlanddoelpunten | Interlanddoelpunten                          | Interlanddoelpunten | Interlanddoelpunten | Interlanddoelpunten | Interlanddoelpunten |
| #                                        | Datum               | Locatie             | Wedstrijd                                    | Goal(s)             | Score               | Uitslag             | Wedstrijd           |
| ---------------------------------------- | ------------------- | ------------------- | -------------------------------------------- | ------------------- | ------------------- | ------------------- | ------------------- |
| namens de Duitse Democratische Republiek |                     |                     |                                              |                     |                     |                     |                     |
| 1                                        | 31/08/1988          | Oost-Berlijn        | Duitse Democratische Republiek – Griekenland | 24'                 | 1 – 0               | 1 – 0               | Oefeninterland      |
| 2                                        | 06/09/1989          | Reykjavík           | IJsland – Duitse Democratische Republiek     | 55'                 | 0 – 1               | 0 – 3               | WK-kwalificatie     |
| 3                                        | 08/10/1989          | Karl-Marx-Stadt     | Duitse Democratische Republiek – Sovjet-Unie | 82'                 | 2 – 1               | 2 – 1               | WK-kwalificatie     |
| 4                                        | 11/04/1990          | Karl-Marx-Stadt     | Duitse Democratische Republiek – Egypte      | 41'                 | 2 – 0               | 2 – 0               | Oefeninterland      |
| 5                                        | 12/09/1990          | Brussel             | België – Duitse Democratische Republiek      | 74'                 | 0 – 1               | 0 – 2               | Oefeninterland      |
| 6                                        | 12/09/1990          | Brussel             | België – Duitse Democratische Republiek      | 89'                 | 0 – 2               | 0 – 2               | Oefeninterland      |
| namens Duitsland                         |                     |                     |                                              |                     |                     |                     |                     |
| 7                                        | 16/12/1992          | Porto Alegre        | Brazilië – Duitsland                         | 85'                 | 2 – 1               | 3 – 1               | Oefeninterland      |
| 8                                        | 02/06/1994          | Wenen               | Oostenrijk – Duitsland                       | 22'                 | 0 – 1               | 1 – 5               | Oefeninterland      |
| 9                                        | 08/06/1994          | Toronto             | Canada – Duitsland                           | 30'                 | 0 – 1               | 0 – 2               | Oefeninterland      |
| 10                                       | 08/10/1995          | Leverkusen          | Duitsland – Moldavië                         | 24'                 | 3 – 0               | 6 – 1               | EK-kwalificatie     |
| 11                                       | 08/10/1995          | Leverkusen          | Duitsland – Moldavië                         | 72'                 | 6 – 0               | 6 – 1               | EK-kwalificatie     |
| 12                                       | 04/06/1996          | Mannheim            | Duitsland – Liechtenstein                    | 48'                 | 5 – 0               | 9 – 1               | Oefeninterland      |
| 13                                       | 16/06/1996          | Manchester          | Duitsland – Rusland                          | 56'                 | 1 – 0               | 3 – 0               | EK-eindronde        |
| 14                                       | 23/06/1996          | Manchester          | Duitsland – Kroatië                          | 58'                 | 2 – 1               | 2 – 1               | EK-eindronde        |

## Trainerscarrière

### Borussia Dortmund
Nadat Sammer door een knieblessure een punt achter zijn spelerscarrière had gezet, behaalde zijn trainersdiploma. Hij mocht als oud-international een versnelde cursus afleggen. Als trainer keerde Sammer terug naar Borussia Dortmund, waar hij de assistent werd van Udo Lattek. Na het seizoen 1999/00 loste hij Lattek af als hoofdcoach.
Onder Sammers leiding werd Dortmund in 2002 Duits kampioen. Hij was op dat ogenblik de jongste coach ooit die de Bundesliga wist te winnen en de eerste die Dortmund als zowel speler als trainer aan een landstitel hielp. Dat jaar bereikte Dortmund ook de finale van de UEFA Cup, maar verloor daarin met 3-2 van Feyenoord.
In het seizoen 2002/03 kende zijn team een terugval. Dortmund werd derde in de competitie en overleefde de tweede ronde van de Champions League niet. Ook in het daaropvolgende seizoen kon Dortmund geen prijzen pakken. Na afloop van het seizoen 2003/04 werd de samenwerking met wederzijdse overeenstemming stopgezet.

### Stuttgart
Sammer ging meteen na Dortmund aan de slag bij een andere ex-club: Stuttgart. Hij tekende er een driejarig contract. In het seizoen 2004/05 werd Stuttgart vijfde in de competitie en schoot het een punt tekort om zich te plaatsen voor de Champions League. Het mislopen van het kampioenenbal zorgde ervoor dat Sammer binnen de club kritiek kreeg. Op 3 juni 2005 werd hij ontslagen.

## Sportbestuurder

### Duitse voetbalbond
Op 1 april 2006 werd Sammer benoemd tot sportief directeur van de Duitse voetbalbond (DFB). Voor die functie, die tot daarvoor niet bestond, kreeg Sammer de voorkeur op Bernhard Peters, de vroegere bondscoach van de Duitse hockeyploeg. Peters was nochtans de favoriet van toenmalig bondscoach Jürgen Klinsmann.
Na de teleurstellende resultaten van Duitsland op het WK 1998, dat Sammer als speler aan zijn neus had zien voorbijgaan wegens een knieblessure, en het EK 2000 begon de voetbalbond met onder meer de hervorming van de Duitse jeugdopleiding. Sammer kreeg na zijn aanstelling in 2006 de verantwoordelijkheid over de jeugdopleiding van de voetbalbond. Hij moest Duitse jeugdtalenten klaarstomen voor het grote werk en hen aanpassen aan de nieuwe speelstijl van de nationale ploeg.
In januari 2011 kreeg Sammer een aanbieding om bij Hamburger SV als sportief directeur aan te slag gaan. De ex-voetballer ging niet in op het voorstel.

### Bayern München
Sammer stapte op 2 juli 2012 over naar Bayern München, waar hij Christian Nerlinger opvolgde als sportief directeur. Bij de Duitse topclub werd hij verantwoordelijk voor onder meer de technische staf en de doorstroming van talenten uit de jeugdopleiding. Hij legde deze functie in juli 2017 neer, naar eigen zeggen omdat het hem aan energie ontbrak om zijn taken volwaardig te vervullen.

## Erelijst
Als speler
 Dynamo Dresden
- DDR-Oberliga: 1988/89, 1989/90
- FDGB-Pokal: 1989/90

 VfB Stuttgart
- Bundesliga: 1991/92

 Borussia Dortmund
- Bundesliga: 1994/95, 1995/96

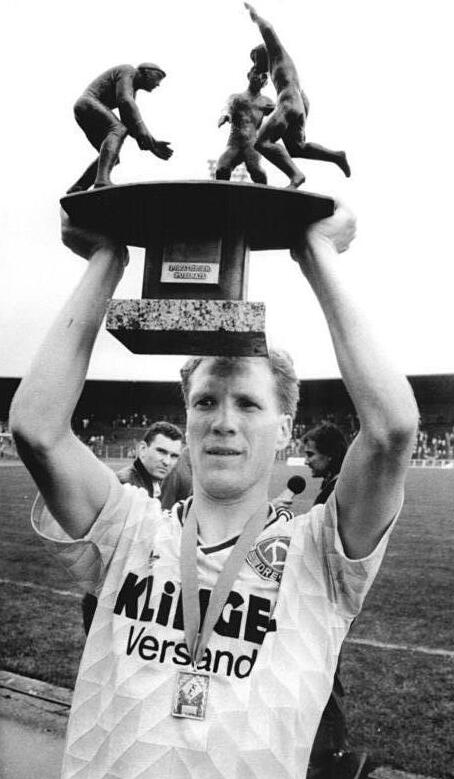
Sammer met de in 1990 gewonnen FDGB-Pokal

- DFB-Supercup: 1991/92, 1994/95, 1995/96
- UEFA Champions League: 1996/97
- Intercontinental Cup: 1997

 Duitsland
- UEFA EK: 1996

Individueel
- Duits voetballer van het jaar: 1995, 1996
- Europees voetballer van het jaar: 1996
- Beste speler van het Europees kampioenschap: 1996

Als trainer
 Borussia Dortmund
- Bundesliga: 2001/02

Als voorzitter
 Bayern München
- Bundesliga: 2012/13, 2013/14, 2014/15
- DFL-Supercup: 2012
- DFB-Pokal: 2012/13, 2013/14
- UEFA Champions League: 2012/13
- FIFA Club World Cup: 2013
- UEFA Super Cup: 2013

## Familie

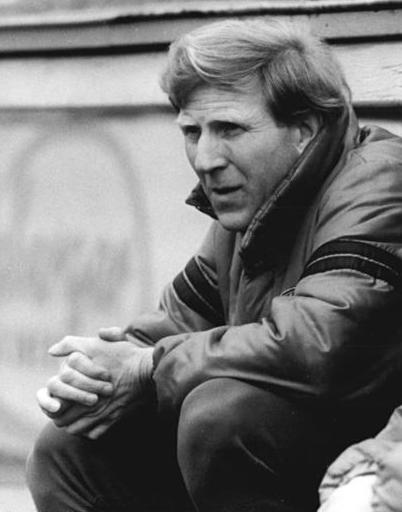
Klaus Sammer als coach van Dynamo Dresden (1986).

Matthias Sammer is de zoon van oud-international Klaus Sammer, die in de jaren 60 en 70 voor Dynamo Dresden voetbalde en er later ook meermaals coach werd.
Matthias heeft een diploma als Maschinen- und Anlagenmonteur. Hij is getrouwd met Karin, heeft drie kinderen en woont met zijn gezin in Grünwald. In november 1999 ontsnapte Sammers gezin aan een drama. Een trio misdadigers had al maanden het plan om zijn vrouw en dochter te ontvoeren. Hun huis werd lange tijd door de bende bespioneerd, maar een van de misdadigers kreeg gewetensbezwaren en biechtte de geplande kidnapping op aan de politie. Sindsdien woont het gezin in een zwaarbeveiligde woning en schermt Sammer zijn privéleven zoveel mogelijk af van de buitenwereld.